# インフォーマ (小説)
『インフォーマ』は、沖田臥竜の小説。2022年12月5日にサイゾー文芸部より刊行された。
情報屋と雑誌記者が謎の連続殺人事件を追うクライムサスペンス。
2023年に1月期にテレビドラマ化され、同年に漫画化された。
2023年12月にはタイ・バンコクを舞台にした続編『インフォーマ2-ヒット・アンド・アウェイ』も発売された。

## あらすじ
週刊誌記者・三島寛治は、ここしばらく芸能ゴシップの取材ばかりで萎え気味だった。そんな三島に編集長から特別任務が下る。
それは編集長の旧知でインフォーマと呼ばれる情報屋・木原慶次郎と組んで、とある事件を探ることだった。

## 登場人物
木原慶次郎
社会・政治・芸能などあらゆる分野に精通する情報屋。元二代目西宮会若頭補佐。
警察・裏社会の住人たちにも顔が利き、人知れず情報を操作する。
三島寛治
中堅出版社の実話系週刊誌の記者。
木原を取材する機会に恵まれるが、そのことで連続殺人事件の犯人を追うことになる。

## 書誌情報
- インフォーマ（2022年12月5日、サイゾー文芸部、ISBN 978-4-86625-165-3）[6]

## 漫画
『インフォ－マ -INFORMA-』のタイトルで、小学館の漫画アプリ「マンガワン」にて2023年12月31日より連載を開始した。原案は沖田臥竜、作画は鯛噛、構成は山本晃司。オリジナルのエピソードも盛り込まれる。

## テレビドラマ
2023年1月20日（19日深夜）から3月24日（23日深夜）まで、関西テレビの「EDGE」枠（関西ローカル）にて放送された。主演は連続ドラマ単独初主演となる桐谷健太。
Netflixにて国内でテレビ放送に先駆け1週間先行配信され、同年3月17日より海外190ヶ国以上に向け全話一挙配信された。新シリーズ『インフォーマ -闇を生きる獣たち-』は2024年11月7日から12月26日までABEMAにて配信された。『インフォーマ -闇を生きる獣たち-』は全日本テレビ番組製作社連盟主催の「第41回ATP賞テレビグランプリ」で「ドラマ部門」奨励賞を受賞した。
本稿では便宜上、第1作をS1、続作をS2の略称で表記する。

### あらすじ（テレビドラマ）
ゴシップ記事を扱う「週間タイムズ」の記者の三島寛治は、ある日編集長の指示で尼崎まである人物を迎えに行く事になる。
待っていたのはどう見てもカタギではない男(木原慶次郎)
木原は元二代目西宮会の若頭補佐で、現在は情報屋の中でも都市伝説的な存在【インフォーマ】としてその名を知られる人物だった。
木原は三島を自らの運転手に指名し、歌舞伎町のキャバクラへ足を運ぶ事に…
そこで、三島は木原の顔見知りのホステス(ナナ)から意味深な言葉を投げかけられてその理由を訪ねようとした次の瞬間にスマホが鳴り木原の表情がくもる。
それは前代未聞とも言える殺人事件の知らせだった…そこから三島は木原と行動を共にしながら様々な出来事に巻き込まれる。

### キャスト

#### 主要人物
木原慶次郎〈40〉
演 - 桐谷健太（少年時代：吉田奏佑）
社会・政治・芸能などあらゆる分野に精通する情報屋。元二代目西宮会若頭補佐。
警察・裏社会の住人たちにも顔が利き、人知れず情報を操作する。
三島寛治
演 - 佐野玲於（GENERATIONS）
中堅出版社の実話系週刊誌「タイムズ」の記者。木原から「ポンコツ」と命名される。
木原を取材する機会に恵まれるが、そのことで連続殺人事件の犯人を追うことになる。

#### 週刊タイムズ編集部
長澤あすか
演 - MEGUMI
編集長。木原から連絡を受け、指名された三島を木原に引き合わせる。
反社まみれの木原の関係者に怯える三島に「記者根性を見せろ」と発破をかける。
箱崎徹
演 - 山中崇
三島の先輩にあたるベテラン記者。通称：ハコさん。
5年前ヤクザの抗争に絡み、木原の運転手を務める若者が銃殺された事件を三島に伝える。
木原と謎の集団の凄惨な争いについていけなくなった三島の後任を買って出るが、レストランバーで二者の抗争に巻き込まれ、逃げ出そうとしたところをキムに捉えられ、タコ殴りにされて病院送りとなる。
有村
演 - 大島涼花
三島と同僚の女性記者。三島に木原の取材を専念してもらうため、石上の調査を代行する。
広瀬
演 - 莉子（S2）
タイ特派員で通訳兼助手。実は記者の人間ではなかった事が最終回で判明する。

#### 謎の集団
冴木亮平〈42〉
演 - 森田剛（少年時代：市川陽夏）
木原の過去にまつわる因縁の相手。石上の指令で連続殺人を請け負う。
幼少期、父の暴力から母が幼い自分と妹を連れて逃げ出すが、身寄りもなく生活難から一家心中を図り、妹を殺害した母から殺されかけ逃げ出す。その後、児童養護施設から石上に引き取られ彼の養子となり「石上ハウス」に入居、そこから傭兵育成の特殊訓練に向かわされた。少年時代、児童養護施設でいじめに遭っていた木原を助けるも「やられたら、やり返せ」と彼を殴り飛ばしている。
岡林秀樹
演 - 田島亮
冴木の仲間。秀でたITスキルを持ち、主に情報収集やシステムハックなどの役割を担う。
単なる頭脳派に留まらず、冴木の命を狙ったクズオを一方的に痛めつけるなど、戦闘能力にも目を見張るものがある。
幼少期、石上に引き取られ彼の養子となり「石上ハウス」に入居し、そこから傭兵育成の特殊訓練に向かわされた。
石上が冴木と木原を対峙させることを目的にターゲットたちを火だるまにして殺害することを命じており、日本を浄化する大義も正義もなかったと冴木に打ち明けると、それらの事実を隠していたことを裏切り行為と冴木にみなされ、腹部をナイフで一刺しにされ殺害される。
キム・サンイル〈35〉/ 森田
演 - 一ノ瀬ワタル
冴木の仲間。屈強な身体を持ち、主に腕力でターゲットを制圧する役割を担う。
木原の仕掛けた罠にかかり、河村が運転するセダンで激突され捕縛される。河村の執拗な拷問にも、仲間の潜伏先を決して口を割らなかったが、木原に朝鮮人集落出身の在日三世である素性を突き止められ、母親が拘束され危害を加えられることを示唆されると、観念して口を割る。
組長の相澤を火だるまにして焼死させた報復に、相田に背中をドスで刺され殺害される。
幼少期、アルコール依存症の母から暴力を受け児童養護施設に保護され、母親に親権を放棄されると石上に引き取られ彼の養子となり、「石上ハウス」に入居、そこから傭兵育成の特殊訓練に向かわされた。
死亡したと思われていたが生きており、シーズン2で再登場する。

#### 警察
丸山克次
演 - 高橋和也
警視庁組織犯罪対策課の刑事。木原と癒着し、捜査情報を融通しあう関係。シーズン2では高野と共に捜査を行う。
水越文明
演 - 西村元貴
警視庁組織犯罪対策課の刑事。謎の集団の内通者で瀧澤の身柄を謎の集団に引き渡し、丸山と木原の密会写真を警察上層部に提出する。
「タイムズ」の編集部に夜間侵入し、流出した「石上ハウス」に関する捜査資料を回収しようとするが、長澤にその様子を撮影されたため、これ以上嗅ぎまわるなと忠告し、その場を引き上げる。
瀧澤組長を移送中に謎の集団に引き渡す様子を撮影していた映像が殺害された岡林のタブレットPCから発見され、丸山に瀧澤の殺人教唆の罪で逮捕される。
高野龍之介
演 - 二宮和也（S2）
警察官僚。参事官として闇バイト殺人事件を捜査する。

#### 六車連合
半グレ集団。
河村恭介
演 - 淵上泰史
組長。木原を「兄貴」と慕う弟分。木原の過去を知る男。弟・愛之介の仇である謎の集団への復讐を誓う。
キムを捕縛したために、その報復に謎の集団に拉致され、キムとの人質交換の席につかされるが、冴木に銃殺される。
クズオ
演 - 二ノ宮隆太郎
河村の舎弟。謎の集団に拉致された河村を救出しようと焦り、木原に無断でシゲオと冴木の潜伏先のペットショップを襲撃するも逃走される。
河村とキムの交換の舞台となるレストランバー「M」で冴木を事前に仕込んでいた拳銃で射殺しようとするが、弾倉を空にされて発砲できず、岡林に右の掌にステーキナイフをテーブルまで突き刺されたうえ、一方的に殴打され痛めつけられる。
シゲオ
演 - 藤井陽人
河村の舎弟。レストランバー「M」に木原の指示で先行隊を引き連れ前乗りするが、木原たちが到着する前に謎の集団に殲滅される。
室田マサ
演 - 室田真宏
大番頭。

#### 瀧澤組
関東最大の暴力団。
瀧澤力也
演 - 千葉哲也
組長。謎の集団の殺害のターゲットとして、彼らが潜伏していたホテルの一室に「対象者概要」と記された資料が残されていた。
潜伏先のサウナを見つけ出した木原から謎の集団を誘き出し罠に嵌める作戦を持ち掛けられると、木原の提案に乗り、彼を雇う。
河村殺害事件に関与する容疑で水越に連行されるが、移送中に謎の集団に引き渡され、瀧澤組や六車連合が救出に向かうが、一足遅れで火だるまにされ焼き殺される。
相田秀臣
演 - 般若
若頭。河村殺害に巻き込まれる形で組長の瀧澤が消息不明となったことから、木原や六車連合と反目する。
しかし、組長が謎の集団に拉致されたことが判明するとわだかまりを解消し、謎の集団の制圧に向け共闘を持ちかける。
瀧澤組二代目組長となる（S2第7話）。

#### 闇バイト指示役
鬼塚拓真
演 - 池内博之（S2）
バンコクを拠点に「インフォーマ」を名乗る謎の男。元警察だった。
二階堂
演 - SUMIRE（S2）
鬼塚の仲間。鬼塚の指示に従順に敵を排除していく。しゃべることができない。
優吉
演 - 兵頭功海（S2）
鬼塚と二階堂の仲間。タイ語と日本語のバイリンガル。鬼塚の手足として動く冷静沈着な実行部隊。

#### 闇バイト殺人現行犯
上条
演 - 遠藤雄弥（S2）

山岡
演 - 伊藤白馬（S2）

#### その他
ナナ
演 - 北香那
歌舞伎町のキャバ嬢。木原を「パパ」、三島を「ポンコツ2号」と呼ぶ。
木原のエスで、組対から六車連合の捜査資料を入手し、シガレットケースに忍ばせたメモリーカードで提出する。
竹森学
演 - 濱津隆之
ペットショップ「アメリカンドッグ」の店長。裏社会と通ずる男。
冴木たち謎の集団と繋がりを持ち、彼らのために銃器を調達したり、ペットショップの二階を潜伏場所に提供する。
石上兼人（いしがみ けんと）
演 - 石橋蓮司
元国土交通大臣。長澤が火だるま事件で殺害された被害者の関係者を洗い出した資料にリストアップされた人物。火だるま事件の被害者と共謀し動機がないことから、リストから除外されようとしていたが、三島により身辺調査が行われることになる。
大臣認定と異なる施工で準耐火基準に適合しない建築基準法違反の建築物が多数発覚したことで失脚の憂き目に遭うが、その際、酒席で副大臣の山本、橘建設の石原、瀧澤組の瀧澤の3人に笑われたとの理由から彼らを火だるまにして殺害するよう、冴木に命じていた。
日本を浄化させるとの目的で、児童養護施設から子供たちを引き取り養子にし、通称「石上ハウス」と呼ばれる施設に入居させ、幼少のころから傭兵育成の特殊訓練を行い、危険分子と見なす人物たちを彼らに粛清させる。
余命を宣告されており、木原が弟分の愛之介を殺害した冴木への復讐を考えていると知ると、冴木たち謎の集団と対峙させることで更に彼の復讐心を焚きつけ、傭兵として育て上げた最高傑作と称する冴木を木原に殺害させ歪んだ愉悦を味わい、最後に木原の手により自身を葬らせることで人生を完結しようと画策するが、そのことを明かされた冴木により銃殺される。
川俣（かわばた）
演 - 宮川一朗太
石上の秘書。謎の集団にターゲットの粛清を依頼する。
石上が冴木と木原を対峙させようとする意図に従い、木原に冴木たち謎の集団の潜伏場所などの情報を流し両者をコントロールしていたが、木原にそのことを突き止められる。
アキホ
演 - ほのかりん
ナナの同僚キャバ嬢。三島や他のキャバ嬢たちと共に、キャバクラで愛の5歳の誕生日を祝う。
河村愛之介
演 - 横浜流星（S1第5話 - ）
木原の舎弟「ポンコツ」1号。河村恭介の弟。ナナの彼氏。5年前に木原がインフォーマとして活動を始めると彼の運転手兼、助手として仕える。
白川の醜聞を追った際に謎の集団と遭遇、交戦状態となりキムに袋叩きにあうが、食い下がって彼らを追跡し、再びキムに半殺しにされても冴木に悪態をついたため銃殺される。
トビオ
演 - 山田孝之（S2）
バンコクでマッサージ店を営んでいる。
中本芳次〈58〉
演 - 渡辺いっけい（S2）
「闇バイト殺人事件」の被害者。投資家。
ヨシダ
演 - 安井順平（S2）
三島に与党幹事長の不正献金のやりとりを記録した音声データを提供。
小峰朝陽〈21〉
演 - 豊田裕大（S2）
フリーターで警察官僚の息子。

#### ゲスト（S1）

##### 第1話
宮本剛史、椎名恭子
演 - 皇治（最終話）、海津雪乃
三島にパパラッチされるサッカー選手と、その不倫相手のモデル。
山本洋介
演 - 入江崇史（第2話・第8話）
国土交通副大臣。謎の集団に拉致され、ガスマスクを被せられた上、夜の新宿の繁華街で焼き殺される。
焼肉屋の老人
演 - 五頭岳夫
インフォーマ（木原）の顔を知らない三島に、インフォーマと間違えられる老齢の男性客。

##### 第2話
石原知基
演 - 滝裕二郎（第8話）
「橘建設」の常務取締役。視察に訪れた建設現場で謎の集団にガスマスクを被せられた上、乗車していた社用車に火を付けられ、焼き殺される。
浅倉愛〈5〉
演 - 寺田藍月（第5話 - 第7話・第9話・最終話）
ナナと愛之介の娘。

##### 第5話
バーテンダー
演 - 中村元気
レストランバー「M」のバーテンダー。三島の後を引き継ぎ木原に同行する箱崎から裏社会とのつながりを質問されるも意味が分からないそぶりを見せるが、直後に河村とキムの交換の席に着いた木原を不意にスタンガンで襲撃する。

##### 第6話
田所健二
演 - 金子昇
最大野党のエース議員。5年前、選挙直前に賄賂をばらまこうとしていた情報を木原に掴まれ、情報をマスコミにリークしない代償に木原への金銭の受け渡し、受け渡したことの守秘、木原が窮地に陥った場合には幇助するとの内容が盛り込まれた誓約書に署名させられる。
白川太一
演 - 池内万作
白川グループ代表、白川ホールディング会長。サッカークラブのオーナーでホテル王。
5年前、別荘地にタレント志望の未成年の女性を多数連れ込み、乱交パーティーを開こうとしていた情報を木原に掴まれ恐喝されるが、後から到着した謎の集団に石上からの引導を渡す文面の書かれた手紙を渡され、グループ代表を自ら辞任し失脚する。

##### 第7話
たっくー
演 - たっくー（本人役）
ラジオ系YouTuber。火だるま事件について話題にする。
刑事部長
演 - 猫組長（最終話 / S2第6話）
河村の殺害容疑で追われる木原が釣り堀で丸山と密会する写真を水越から提出され、丸山を問い詰める。
石上の息のかかった刑事で水越とは裏で繋がっており、三島に火だるま事件の首謀者が石上であった記事を投稿されると、水越と共に警視庁に連行される。
葬儀屋
演 - 加藤エン
河村恭介の葬儀を取り仕切る。

##### 第8話
丸山の同期
演 - 渡邊聡（第5話）
警視庁の刑事。水越の密告で捜査を外された丸山に、謎の集団が関わる「石上ハウス」に関する捜査情報を提供する。
羽田
演 - 渡辺光
警察OB。木原に嵌められ捏造されたナナとの不倫密会動画で脅され、中国マフィア・玄武が金を積めば何でも実行する情報を提供する。

##### 第9話
石上ハウスの職員
演 - 小谷けい
児童養護施設で小学生だった木原に性的虐待を働こうとするが、背後から冴木にバットで頭部を殴打される。

#### ゲスト（S2）

##### 第1話
中本和美
演 - 川隅奈保子（第4話・第7話）
中本芳次の妻。
ポントーン
演 - Chalee Immak（第2話 - 第5話）
鬼塚たちが取引するタイの親分。

##### 第2話
鬼塚麻里
演 - 瀬戸みちる（第5話・第6話・最終話）
鬼塚の娘。奥多摩の山林で遺体となって発見される。

##### 第6話
秋月リエ〈当20〉
演 - 遊上なばな
新宿のラブホテルにて胸部を滅多刺しにされて発見された女性。
刑事
演 - 小野翔平
鬼塚の刑事時代の部下。
小峰
演 - 二宮聡
朝陽の父親。警察官僚。
石丸伸一
演 - 阿部遼哉
小峰の車の運転担当の警察官。秋月リエ殺害当日の朝陽のアリバイを証言した。
学生
演 - 芹澤雛梨
鬼塚麻里と同じ東京心理大学の犯罪心理学ゼミの学生。
男性、学生
演 - 橋野純平、田口音羽
鬼塚麻里がボランティアスタッフをしていた犯罪被害者の会の出席者。
- 長島慎治

##### 第7話
男性
演 - 芹澤興人（最終話）
帰国した鬼塚たちを迎え世話する男性。
媒酌人
演 - 沖田臥竜
相田秀臣の二代目瀧澤組跡目継承盃の儀式の媒酌人。
大橋勇次郎
演 - 黒澤吉彦（最終話）
公安部長。鬼塚手配の覆面の男たちに襲われ、その模様をライブ配信される。
池内正一
演 - 宮崎恵治（最終話）
参事官。鬼塚手配の覆面の男たちに襲われ、その模様をライブ配信される。
真田仁
演 - 小沼朝生（最終話）
警視庁副総監。鬼塚手配の覆面の男たちに襲われ、その模様をライブ配信される。
女将
演 - 芹澤りな
男たちに襲われた料亭の女将。
管理人
演 - 三島ゆたか
高野が住むタワーマンションの管理人。
ヒナ
演 - 立花紫音（最終話 / S1第6話）
ナナの後輩のキャバ嬢。相田のお気に入り。

##### 最終話
警察官
演 - 松澤匠
高野龍之介を連行する護送車に乗る警察官。
男性
演 - 中村楓、小野塚渉悟、荒岡龍星
拉致した木原を見張る闇バイトの男性たち。

### スタッフ
- 原作
  - S1 - 沖田臥竜『インフォーマ』（サイゾー文芸部刊）
  - S2 - 沖田臥竜『INFORMA II -Hit and Away-』（サイゾー文芸）[10]
- 監修 - 沖田臥竜
- 総監督
  - S1 - 藤井道人[2]
  - S2 - 逢坂元[10]
- 監督
  - S1 - 藤井道人、逢坂元[2]、曽根隼人[2]、林田浩川[2]
  - S2 - 逢坂元、川井隼人、林田浩川
- 脚本 - 酒井雅秋[2]、澤口明宏[2]
- 音楽 - 堤裕介[48]
- 主題歌
  - S2 - B'z「鞭」（VERMILLION RECORDS）[49]
- 協力プロデュース - 岡光寛子[2]
- プロデュース
  - S1 - 豊福陽子[2]、角田道明[2]
  - S2 - 藤井道人[10]、古賀吉彦、中村好佑、角田道明
- 企画
  - S2 - 藤井道人[10]
- 制作協力
  - S1 - 株式会社Lat-Lon
- 制作著作
  - S1 - 関西テレビ

### 放送日程
| 各話   | 放送日  | サブタイトル                                   | 脚本                       | 脚本・監督 |
| ------ | ------- | ---------------------------------------------- | -------------------------- | ---------- |
| 第1話  | 1月20日 | カリスマ情報屋とポンコツ記者、奇妙なバディ誕生 | 酒井雅秋 澤口明宏          | 藤井道人   |
| 第2話  | 1月27日 | 第2の火だるま事件                              | 酒井雅秋 澤口明宏          | 藤井道人   |
| 第3話  | 2月03日 | 囮と罠                                         | 酒井雅秋 澤口明宏          | 逢坂元     |
| 第4話  | 2月10日 | 宿敵との再会!                                  | 酒井雅秋 澤口明宏          | 逢坂元     |
| 第5話  | 2月17日 | 人質交換レストラン!                            | 酒井雅秋 澤口明宏          | 林田浩川   |
| 第6話  | 2月24日 | ポンコツ1号、死す                              | 酒井雅秋 澤口明宏          | 藤井道人   |
| 第7話  | 3月03日 | 木原、殺人犯になる!                            | 酒井雅秋 澤口明宏          | 曽根隼人   |
| 第8話  | 3月10日 | 火だるま殺人はなぜ起きたか?                    | 酒井雅秋 澤口明宏 林田浩川 | 曽根隼人   |
| 第9話  | 3月17日 | 謎の男の正体                                   | 酒井雅秋 澤口明宏          | 曽根隼人   |
| 最終話 | 3月24日 | 情か、刃か                                     | 酒井雅秋 澤口明宏          | 逢坂元     |

- 第2話は『大阪国際女子マラソンまで、あと3日「パリこそ、私。」』（0時25分 - 0時26分）[51]の放送の関係で1分繰り下げられ、0時26分 - 0時56分に放送された[52]。
- 第7話は『R-1グランプリ』ミニ特番編成のため、10分繰り下げられ、0時35分 - 1時5分に放送された。

| 各話   | 配信日   | 脚本 | 監督     |
| ------ | -------- | ---- | -------- |
| 第1話  | 11月07日 |      | 逢坂元   |
| 第2話  | 11月14日 |      | 逢坂元   |
| 第3話  | 11月21日 |      | 川井隼人 |
| 第4話  | 11月28日 |      | 川井隼人 |
| 第5話  | 12月05日 |      | 逢坂元   |
| 第6話  | 12月12日 |      | 林田浩川 |
| 第7話  | 12月19日 |      | 林田浩川 |
| 最終話 | 12月26日 |      | 逢坂元   |

| 関西テレビ EDGE                                                | 関西テレビ EDGE                          | 関西テレビ EDGE                    |
| 前番組                                                         | 番組名                                   | 次番組                             |
| -------------------------------------------------------------- | ---------------------------------------- | ---------------------------------- |
| 合コンに行ったら女がいなかった話 （2022年10月21日 - 12月23日） | インフォーマ （2023年1月20日 - 3月24日） | 全ラ飯 （2023年4月14日 - 6月30日） |